# Бяленцино
Бяленцино (пол. Białęcino) — село в Польщі, у гміні Малехово Славенського повіту Західнопоморського воєводства.
Населення — 69 осіб (2011).
У 1975-1998 роках село належало до Кошалінського воєводства.

## Демографія
Демографічна структура станом на 31 березня 2011 року:
|          | Загалом | Допрацездатний вік | Працездатний вік | Постпрацездатний вік |
| -------- | ------- | ------------------ | ---------------- | -------------------- |
| Чоловіки | 37      | 7                  | 26               | 4                    |
| Жінки    | 32      | 5                  | 20               | 7                    |
| Разом    | 69      | 12                 | 46               | 11                   |